# María de las Nieves Muñiz
María de las Nieves Muñiz Muñiz (León, 1945), es una profesora italianista española, especializada en estudios sobre la tradición hispano-italiana y las obras de Manzoni y Leopardi. 
Doctora en Filología Románica y en Lenguas y Literaturas modernas, catedrática de Filología Italiana en la Universidad de Barcelona, de la que actualmente es . Sus estudios se centran en las relaciones hispano-italianas de las épocas renacentista y moderna, así como en la literatura italiana de los siglos XIX y XX, especialmente en autores como Giacomo Leopardi, Alessandro Manzoni y Cesare Pavese. Por otra parte, ejerce labores de dirección editorial como italianista. 

## Obras principales

### Obras
- La novela histórica italiana. Evolución de una estructura narrativa, Cáceres, Universidad de Extremadura, 1980.

- Poetiche della temporalità (Manzoni, Leopardi, Verga, Pavese), Palermo, Palumbo, 1990.

- Introduzione a Pavese, Bari, Laterza, 1992.

- Espacio geográfico/Espacio imaginario. El descubrimiento del Nuevo Mundo en las culturas italiana y española, Cáceres, Universidad de Extremadura, 1993.

- L'immagine riflessa. Percezione nazionale e trame intertestuali fra Italia e Spagna, Florencia, Franco Cesati Editore, 2012.

- La descriptio puellae nel Rinascimento. Percorsi del topos fra Italia e Spagna con un’appendice sul locus amoenus,, Florencia, Franco Cesati Editore, 2018.

### Dirección de obras en equipo
- La costruzione del Testo in Italiano. Sistemi Costruttivi e testi costruiti, ed. de Mª N. Muñiz y F. Amella, Florencia, Franco Cesati Editore, 1996.

- Strategie di Montale: poeta tradotto e traduttore. Con un'appendice su Montale in Spagna. Atti del seminario internazionale di Barcelona 'La costruzione del testo in italiano', ed. de Mª N. Muñiz y F. Amella, Florencia, Franco Cesati Editore, 1998.

- Giacomo Leopardi. Poesia, Pensiero e Ricezione, ed. de Mª N. Muñiz, F. Amella y F. Ardolino, Enna, Insula, 2000.

- La Traduzione della Letteratura Italiana in Spagna (1300-1939). Traduzione e tradizione del testo: dalla filologia all’informatica, ed. de Mª N. Muñiz, Florencia, Franco Cesati Editore, 2007.

- Italia / Spagna. Cultura e ideologia dal 1939 alla Transizione. Nuovi studi dedicati a Giuseppe Dessì, ed. de Mª N. Muñiz y J. Gracia, Roma, Bulzoni, 2011.

- Lo "Zibaldone"di Leopardi come ipertesto, ed. de Mª N. Muñiz, Florencia, Olschki, 2013.

### Ediciones y traducciones de clásicos italianos
- Alessandro Manzoni, Los Novios, intr., trad. y notas de Mª N. Muñiz, Madrid, Cátedra/Letras Universales, 1985.

- Carlo Emilio Gadda, Aprendizaje del dolor (trad. cap.I-VII, J. Petit y J. R. Masoliver; trad. cap. VIII-IX, y Coordinación: Mª N. Muñiz), Madrid, Cátedra, 1989.

- Alessandro Manzoni, I Promessi Sposi, intr. e note, Roma, Salerno Editrice, 1994.

- Giacomo Leopardi, Cantos, intr., trad. y notas, Madrid, Cátedra, 1998 (2ª ed. rev. y aumentada: 2009).

- Ludovico Ariosto, Orlando furioso, ed. bilingüe de C. Segre y Mª N. Muñiz, Madrid, Cátedra, 2002.

- Giuseppe Dessì, Racconti vecchi e nuovi, Nuoro, Ilisso Editrice, 2010.

- Artemisia Gentileschi, Cartas, trad. de M. N. Muñiz, Madrid, Cátedra/Letras Universales, 2016.

### Bases de datos y Bibliotecas telemáticas
- "Proyecto Boscán: Catálogo histórico crítico de las traducciones de la literatura italiana al castellano y al catalán":  http://www.ub.edu/boscan
- "Hipertexto del Orlando furioso": http://stel.ub.edu/orlando/

## Premios recibidos
Por su labor de estudio y difusión de la cultura italiana, el Gobierno Italiano le ha conferido a Mª N. Muñiz la condecoración de Cavaliere della Repubblica y de Commendatore dell'Ordine della Stella. En 2010 ha recibido el Premio de crítica "La Ginestra" por sus estudios leopardianos, mientras que en 2011 le fue otorgado el premio "Giacomo Leopardi" concedido por el "Centro Nazionale di Studi Leopardiani de Recanati". Por sus traducciones de los clásicos italianos, ha recibido el premio "Val di Comino" (traducción de los Promessi sposi de Manzoni) y el premio "Monselice" (Diego Valeri) y el del "Ministero degli Affari Esteri" (traducción de los Canti de Leopardi).